# TVN (Sydkorea)
TVN (Total Variety Network, stiliserade tvN) är en sydkoreansk kabel-TV-kanal, som ägs av CJ ENM.